# Langenzersdorf
Langenzersdorf (česky Dlouhý Enčesdorf) je městys v Rakousku ve spolkové zemi Dolní Rakousy v okrese Korneuburg.

## Geografie

### Geografická poloha
Langenzersdorf se nachází ve spolkové zemi Dolní Rakousy v regionu Weinviertel. Leží přibližně 2 km jižně od okresního města Korneuburg v bezprostřední blízkosti Vídně. Rozloha území městyse činí 10,67 km², z nichž 14,7 % je zalesněných.

### Části obce
Území městyse Langenzersdorf se skládá pouze z jedné části.

### Sousední obce
- na severu: Korneuburg, Bisamberg
- na východu: Strebersdorf
- na jihu: Vídeň
- na západu: Klosterneuburg

## Politika

### Obecní zastupitelstvo
Obecní zastupitelstvo se skládá z 33 členů. Od komunálních voleb v roce 2015 zastávají následující strany tyto mandáty:
- 21 ÖVP
- 6 GRÜNE
- 4 SPÖ
- 2 FPÖ

### Starosta
Nynějším starostou městyse Langenzersdorf je Andreas Arbesser ze strany ÖVP.

## Galerie

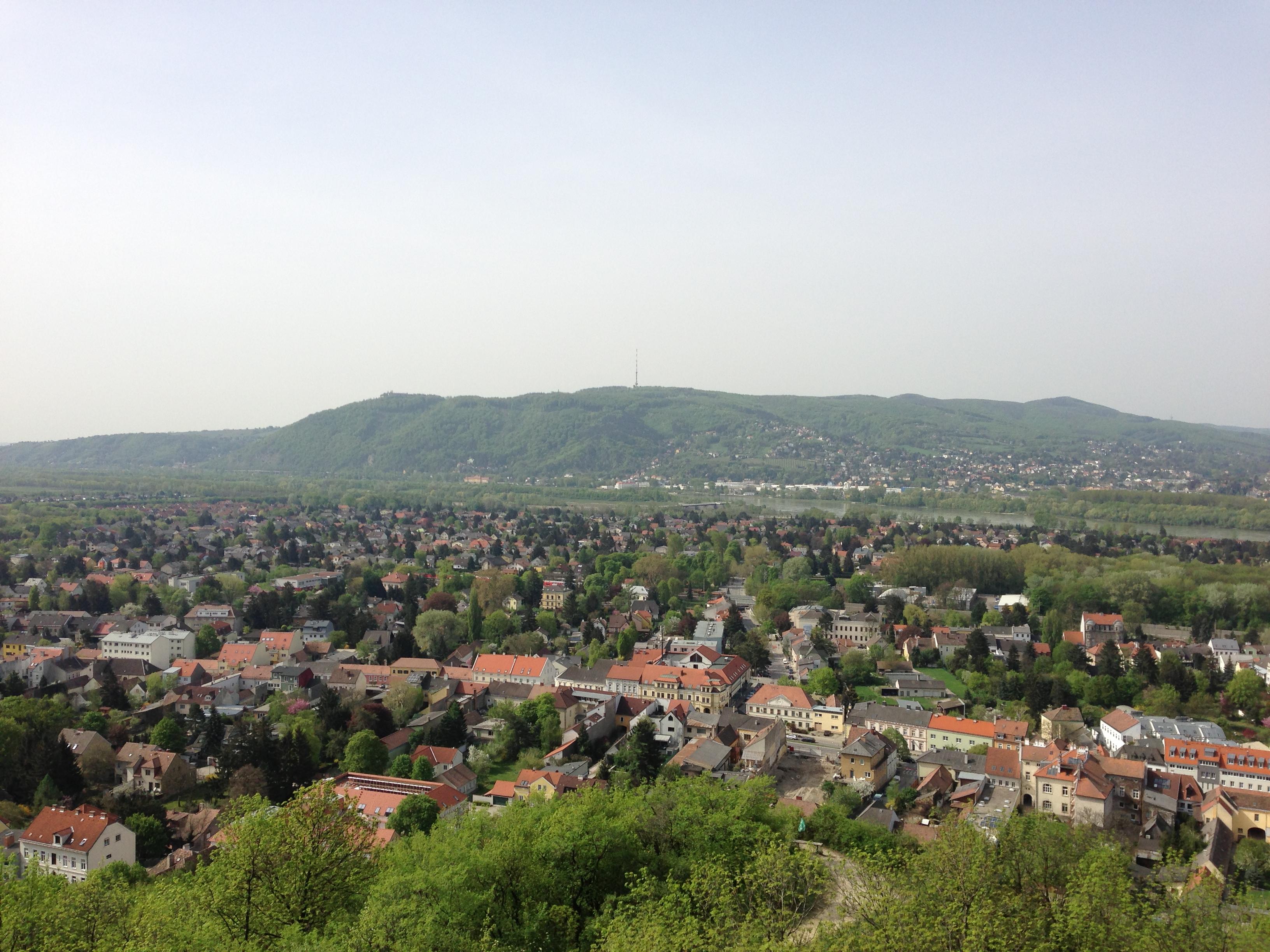
Langenzersdorf od Bisambergu
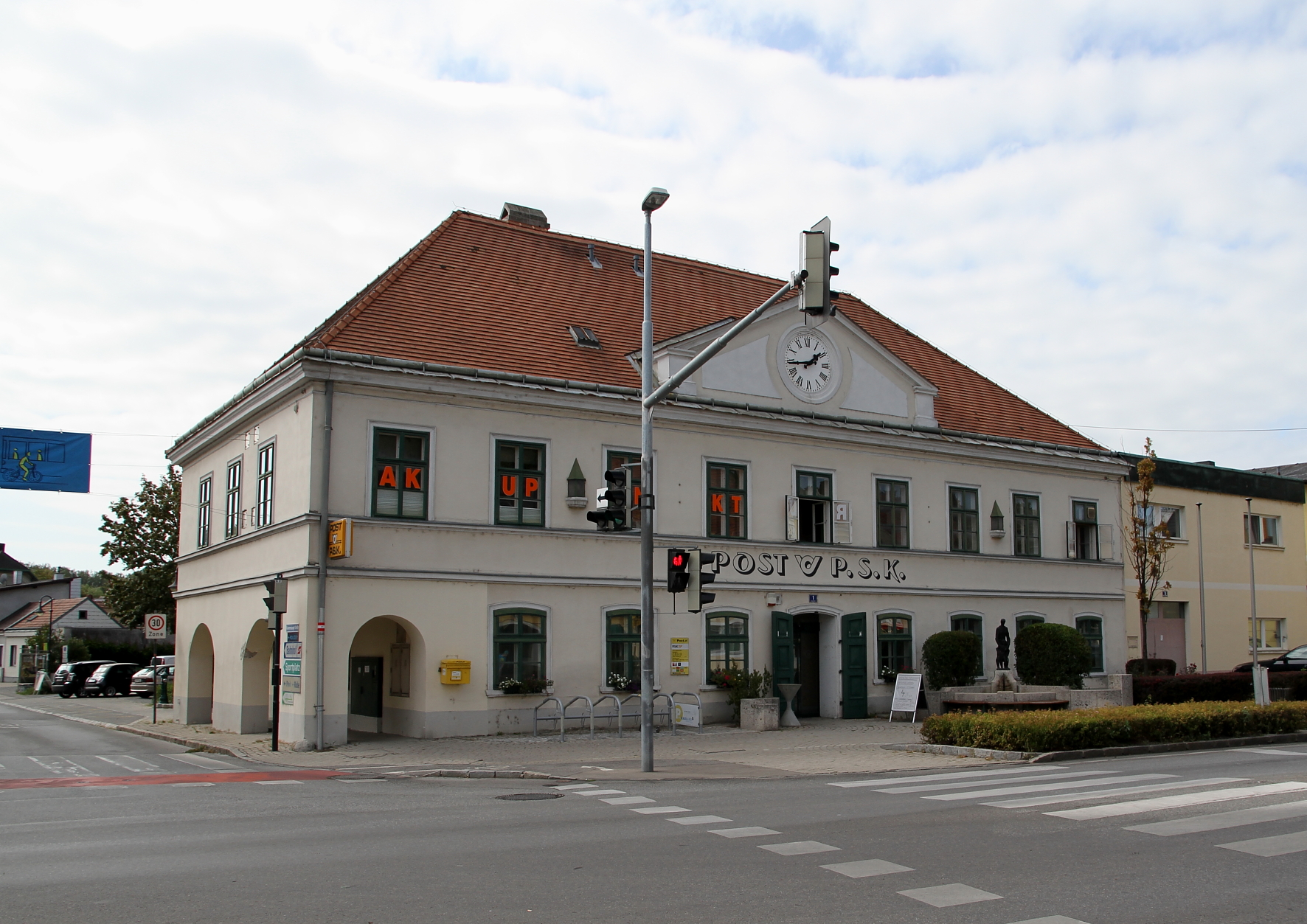
Náměstí
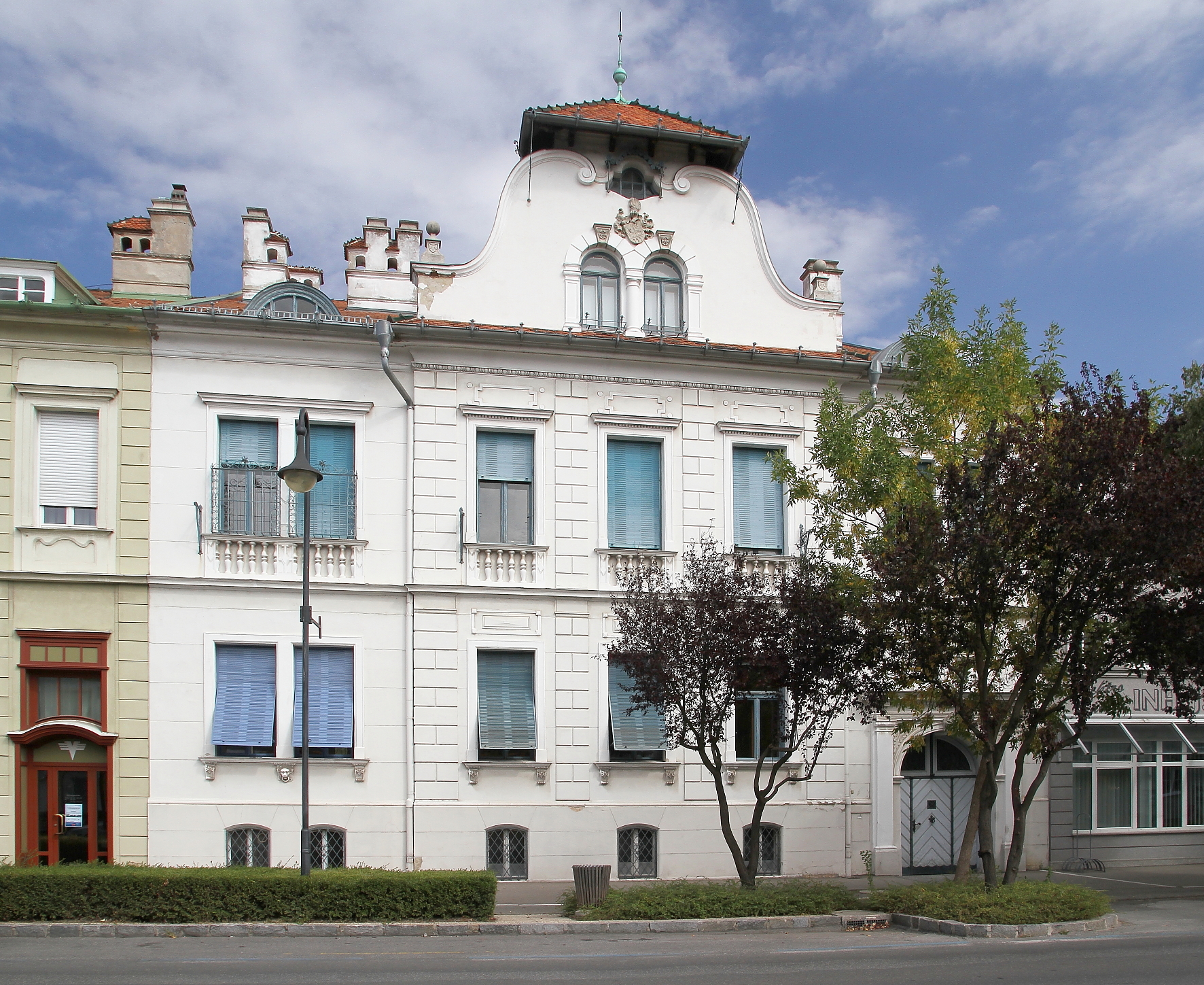
Měšťanský dům na Korneuburgerstraße
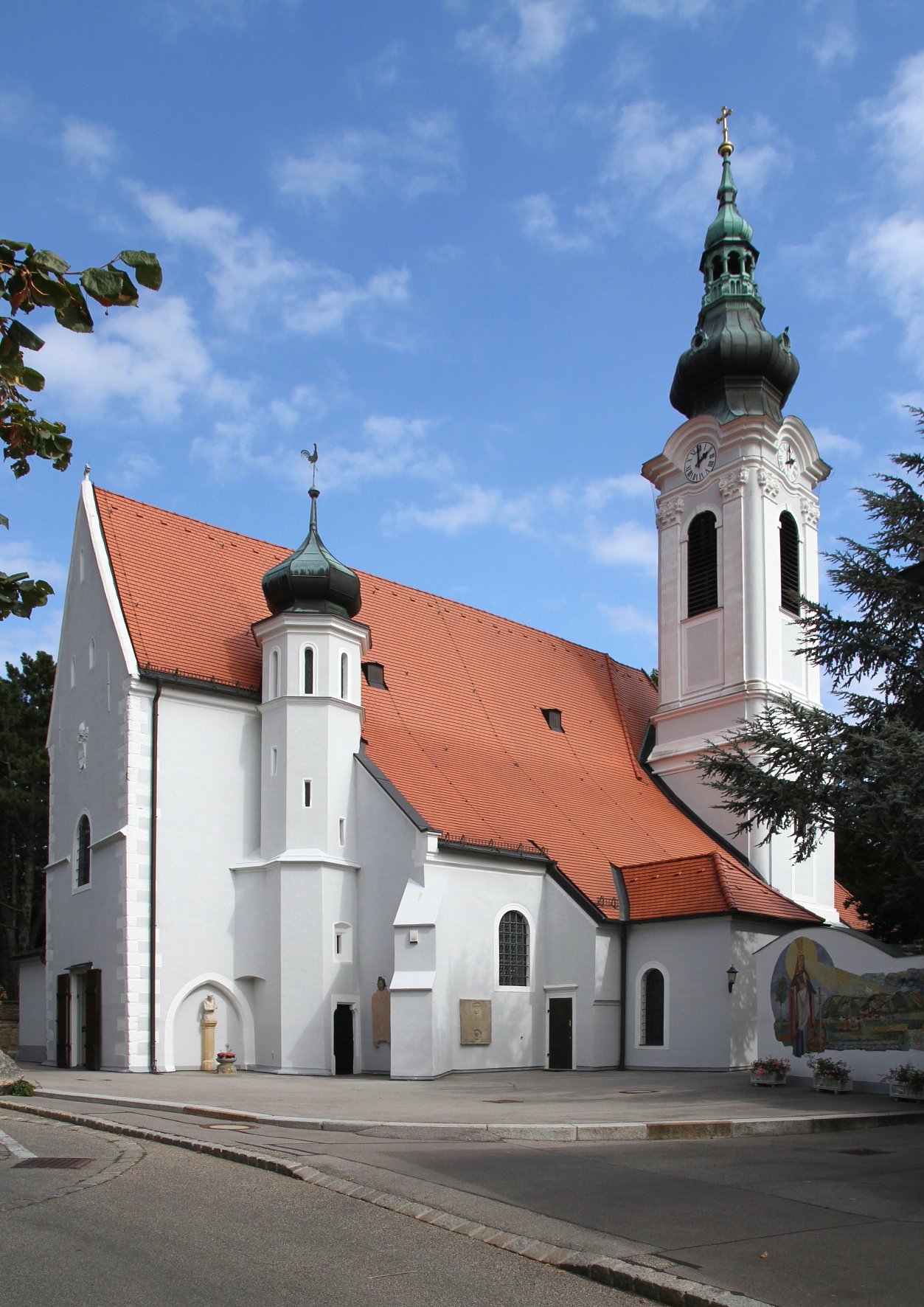
Farní kostel sv. Kateřiny
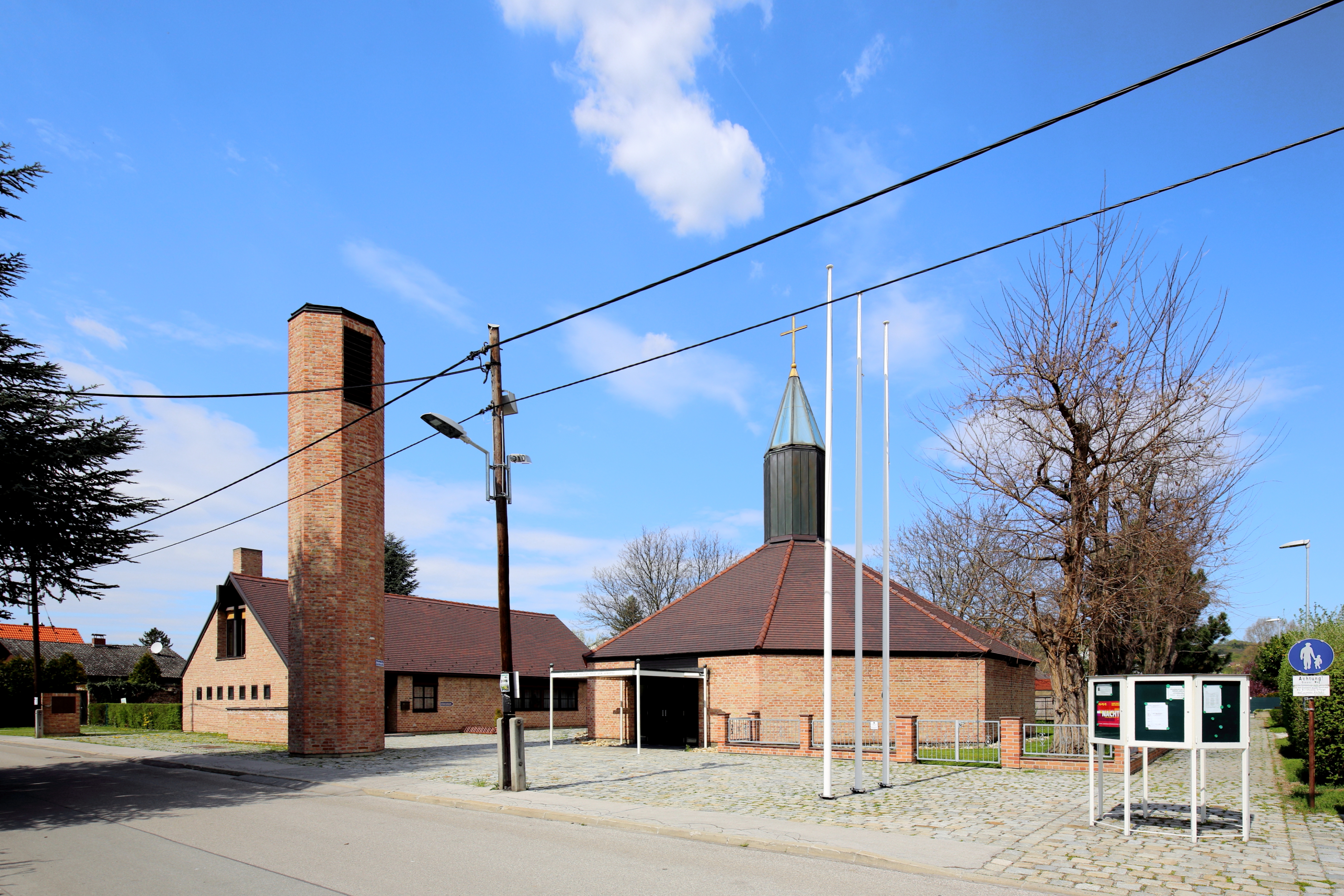
Kostel sv. Josefa